# Oldřichov (Tábori járás)
Oldřichov település Csehországban, a Tábori járásban. Oldřichov Slapsko, Zhoř u Mladé Vožice, Nová Ves u Mladé Vožice, Mladá Vožice, Neustupov és Miličín településekkel határos. Lakosainak száma 233 fő (2024. január 1.).

## Népesség
A település lakosságának változását az alábbi diagram mutatja:
| Lakosok száma | 445  | 464  | 496  | 334  | 242  | 235  | 224  | 235  | 223  | 233  |
|               | 1869 | 1890 | 1921 | 1950 | 1980 | 2001 | 2017 | 2019 | 2022 | 2024 |